# Lijst van Europese records atletiek
Dit is een overzicht van Europese atletiekrecords. 

## Outdoor

### Hardlopen (baan)
| Onderdeel           | Record     | Atleet                                                                     | Nationaliteit | Datum             | Plaats      |
| ------------------- | ---------- | -------------------------------------------------------------------------- | ------------- | ----------------- | ----------- |
| Mannen              |            |                                                                            |               |                   |             |
| 100 m               | 9,80       | Marcell Jacobs                                                             | ITA           | 1 augustus 2021   | Tokio       |
| 200 m               | 19,72      | Pietro Mennea                                                              | ITA           | 12 september 1979 | Mexico-Stad |
| 400 m               | 43,44 *    | Matthew Hudson-Smith                                                       | GBR           | 7 augustus 2024   | Parijs      |
| 800 m               | 1.41,11    | Wilson Kipketer                                                            | DEN           | 24 augustus 1997  | Keulen      |
| 1000 m              | 2.12,18    | Sebastian Coe                                                              | GBR           | 11 juli 1981      | Oslo        |
| 1500 m              | 3.26,73    | Jakob Ingebrigtsen                                                         | NOR           | 12 juli 2024      | Monaco      |
| 1 Eng. mijl         | 3.43,73    | Jakob Ingebrigtsen                                                         | NOR           | 16 september 2023 | Eugene      |
| 2000 m              | 4.43,13    | Jakob Ingebrigtsen                                                         | NOR           | 8 september 2023  | Brussel     |
| 3000 m              | 7.17,55    | Jakob Ingebrigtsen                                                         | NOR           | 25 augustus 2024  | Chorzów     |
| 5000 m              | 12.44,27 * | Andreas Almgren                                                            | SWE           | 15 juni 2025      | Stockholm   |
| 10.000 m            | 26.46,57   | Mo Farah                                                                   | GBR           | 3 juni 2011       | Eugene      |
| 20.000 m            | 56.20,02 * | Bashir Abdi                                                                | BEL           | 4 september 2020  | Brussel     |
| Uurloop             | 21.330 m   | Mo Farah                                                                   | GBR           | 4 september 2020  | Brussel     |
| 25.000 m            | 1:13.57,6  | Stéphane Franke                                                            | GER           | 30 maart 1999     | Walnut      |
| 30.000 m            | 1:31.30,4  | Jim Alder                                                                  | GBR           | 5 september 1970  | Londen      |
| 4 × 100 m           | 37,36      | Adam Gemili Zharnel Hughes Richard Kilty Nethaneel Mitchell-Blake          | GBR           | 6 oktober 2019    | Doha        |
| 4 × 200 m           | 1.21,10    | Stefano Tilli Carlo Simionato Giovanni Bongiorni Pietro Mennea             | ITA           | 29 september 1983 | Cagliari    |
| 4 × 400 m           | 2.56,60    | Iwan Thomas Jamie Baulch Mark Richardson Roger Black                       | GBR           | 3 augustus 1996   | Atlanta     |
| 4 × 800 m           | 7.03,89    | Peter Elliott Garry Cook Steve Cram Sebastian Coe                          | GBR           | 30 augustus 1982  | Londen      |
| 4 × 1500 m          | 14.38,8    | Thomas Wessinghage Harald Hudak Michael Lederer Karl Fleschen              | FRG           | 17 augustus 1977  | Keulen      |
| Vrouwen             |            |                                                                            |               |                   |             |
| 100 m               | 10,73      | Christine Arron                                                            | FRA           | 19 augustus 1998  | Boedapest   |
| 200 m               | 21,63      | Dafne Schippers                                                            | NED           | 28 augustus 2015  | Peking      |
| 400 m               | 47,60      | Marita Koch                                                                | GDR           | 6 oktober 1985    | Canberra    |
| 800 m               | 1.53,28    | Jarmila Kratochvílová                                                      | TCH           | 26 juli 1983      | München     |
| 1000 m              | 2.28,98    | Svetlana Masterkova                                                        | RUS           | 23 augustus 1996  | Brussel     |
| 1500 m              | 3.51,95    | Sifan Hassan                                                               | NED           | 5 oktober 2019    | Doha        |
| 1 Eng. mijl         | 4.12,33    | Sifan Hassan                                                               | NED           | 12 juli 2019      | Monaco      |
| 2000 m              | 5.25,36    | Sonia O'Sullivan                                                           | IRL           | 8 juli 1994       | Edinburgh   |
| 3000 m              | 8.18,49    | Sifan Hassan                                                               | NED           | 30 juni 2019      | Palo Alto   |
| 5000 m              | 14.13,42   | Sifan Hassan                                                               | NED           | 23 juli 2023      | Londen      |
| 10.000 m            | 29.06,82   | Sifan Hassan                                                               | NED           | 6 juni 2021       | Hengelo     |
| 20.000 m            | 1:06.55,5  | Rosa Mota                                                                  | POR           | 14 mei 1983       | Lissabon    |
| Uurloop             | 18.930 m   | Sifan Hassan                                                               | NED           | 4 september 2020  | Brussel     |
| 25.000 m            | 1:28.22,6  | Helena Javornik                                                            | SLO           | 19 juli 2006      | Maribor     |
| 4 × 100 m           | 41,37      | Silke Gladisch Sabine Rieger Ingrid Auerswald Marlies Göhr                 | GDR           | 6 oktober 1985    | Canberra    |
| 4 × 200 m           | 1.28,15    | Marlies Göhr Romy Schneider-Müller Bärbel Eckert-Wöckel Marita Koch        | GDR           | 9 augustus 1980   | Jena        |
| 4 × 400 m           | 3.15,17    | Tatjana Ledovskaja Olga Nazarova Maria Pinigina Olga Bryzgina              | URS           | 1 oktober 1988    | Seoel       |
| 4 × 800 m           | 7.50,17    | Nadezjda Olizarenko Ljoebov Goerina Ljoedmila Borisova Irina Podjalovskaja | URS           | 5 augustus 1984   | Moskou      |
| Gemengd             |            |                                                                            |               |                   |             |
| 4 x 400 m estafette | 3.07,43 *  | Eugene Omalla Lieke Klaver Isaya Klein Ikkink Femke Bol                    | NED           | 3 augustus 2024   | Parijs      |

* Moet nog worden goedgekeurd door de EAA

### Hardlopen (weg)
| Onderdeel             | Record                                                                                      | Atleet | Nationaliteit | Datum             | Plaats         |
| --------------------- | ------------------------------------------------------------------------------------------- | --- | ------------- | ----------------- | -------------- |
| Mannen                |                                                                                             | |               |                   |                |
| 1 Eng. mijl           | 3.51,3                                                                                      | Elliot Giles                                                                                                   | GBR           | 1 september 2024  | Düsseldorf     |
| 5 km                  | 12.57 *                                                                                     | Jimmy Gressier                                                                                                 | FRA           | 16 maart 2025     | Rijsel         |
| 10 km                 | 26.53 *                                                                                     | Andreas Almgren                                                                                                | SWE           | 12 januari 2025   | Valencia       |
| 15 km                 | 42.03                                                                                       | Mo Farah | GBR           | 26 maart 2016     | Cardiff        |
| halve marathon        | 59.13                                                                                       | Julien Wanders                                                                                                 | SUI           | 9 februari 2019   | Ras al-Khaimah |
| 25 km                 | 1:14.43                                                                                     | Georgi Andrejev                                                                                                | RUS           | 13 maart 2005     | Seoel          |
| 30 km                 | 1:29.00                                                                                     | António Pinto                                                                                                  | POR           | 14 april 2002     | Londen         |
| marathon              | 2:03.36                                                                                     | Bashir Abdi | BEL           | 24 oktober 2021   | Rotterdam      |
| Ekiden                | 2:02.37*                                                                                    | Thomas De Bock Simon Debognies Tim Van de Velde Isaac Kimeli Dorian Boulvin Dieter Kersten                     | BEL           | 11 november 2022  | Tongeren       |
| 100 km                | 6:05.35                                                                                     | Aleksandr Sorokin                                                                                              | LTU           | 14 mei 2023       | Vilnius        |
| Vrouwen               |                                                                                             | |               |                   |                |
| 1 Eng. mijl           | 4.30,3                                                                                      | Marissa Damink                                                                                                 | NED           | 1 september 2024  | Düsseldorf     |
| 5 km                  | 14.39 *                                                                                     | Diane van Es                                                                                                   | NED           | 9 februari 2025   | Monaco         |
| 10 km                 | 30.19                                                                                       | Eilish McColgan                                                                                                | GBR           | 22 mei 2022       | Manchester     |
| 15 km                 | 46.59                                                                                       | Lornah Kiplagat                                                                                                | NED           | 14 oktober 2007   | Udine          |
| halve marathon (gem.) | 1:05.15                                                                                     | Sifan Hassan                                                                                                   | NED           | 16 september 2018 | Kopenhagen     |
| halve marathon (vr.)  | 1:05.18                                                                                     | Melat Yisak Kejeta                                                                                             | GER           | 17 oktober 2020   | Gdynia         |
| 25 km                 | 1:22.47                                                                                     | Paula Radcliffe                                                                                                | GBR           | 14 augustus 2005  | Helsinki       |
| 30 km                 | 1:39.22                                                                                     | Paula Radcliffe                                                                                                | GBR           | 14 augustus 2005  | Helsinki       |
| marathon              | 2:13.44                                                                                     | Sifan Hassan                                                                                                   | NED           | 8 oktober 2023    | Chicago        |
| Ekiden                | 2:14.51 15.26 (5 km) 32.18 (10 km) 16.02 (5 km) 32.13 (10 km) 16.16 (5 km) 22.36 (7,195 km) | Russisch team Lilia Sjoboechova Inga Abitova Olesja Syreva Lidia Grigorjeva Galina Bogomolova Maria Konovalova | RUS           | 23 november 2006  | Chiba          |
| 100 km                | 7:10.32                                                                                     | Tatjana Zjyrkova                                                                                               | RUS           | 11 september 2004 | Winschoten     |

* Moet nog worden goedgekeurd door de EAA

### Hordelopen
| Onderdeel      | Record  | Atleet                      | Nationaliteit | Datum            | Plaats            |
| -------------- | ------- | --------------------------- | ------------- | ---------------- | ----------------- |
| Mannen         |         |                             |               |                  |                   |
| 110 m horden   | 12,91   | Colin Jackson               | GBR           | 20 augustus 1993 | Stuttgart         |
| 400 m horden   | 45,94   | Karsten Warholm             | NOR           | 3 augustus 2021  | Tokio             |
| 3000 m steeple | 8.00,09 | Mahiedine Mekhissi-Benabbad | FRA           | 6 juli 2013      | Parijs            |
| Vrouwen        |         |                             |               |                  |                   |
| 100 m horden   | 12,21   | Jordanka Donkova            | BUL           | 20 augustus 1988 | Stara Zagora      |
| 400 m horden   | 50,95   | Femke Bol                   | NED           | 14 juli 2024     | La Chaux-de-Fonds |
| 3000 m steeple | 8.58,81 | Goelnara Samitova-Galkina   | RUS           | 17 augustus 2008 | Peking            |

### Springen
| Onderdeel            | Record   | Atleet              | Nationaliteit | Datum            | Plaats      |
| -------------------- | -------- | ------------------- | ------------- | ---------------- | ----------- |
| Mannen               |          |                     |               |                  |             |
| hoogspringen         | 2,42 m   | Patrik Sjöberg      | SWE           | 30 juni 1987     | Stockholm   |
| polsstokhoogspringen | 6,29 m * | Armand Duplantis    | SWE           | 12 augustus 2025 | Boedapest   |
| verspringen          | 8,86 m   | Robert Emmijan      | URS           | 22 mei 1987      | Tsachkadzor |
| hink-stap-springen   | 18,29 m  | Jonathan Edwards    | GBR           | 7 augustus 1995  | Göteborg    |
| Vrouwen              |          |                     |               |                  |             |
| hoogspringen         | 2,09 m   | Stefka Kostadinova  | BUL           | 30 augustus 1987 | Rome        |
| polsstokhoogspringen | 5,06 m   | Jelena Isinbajeva   | RUS           | 28 augustus 2009 | Zürich      |
| verspringen          | 7,52 m   | Galina Tsjistjakova | URS           | 11 juni 1988     | Leningrad   |
| hink-stap-springen   | 15,50 m  | Inessa Kravets      | UKR           | 10 augustus 1995 | Göteborg    |

 * Moet nog worden goedgekeurd door de EAA.

### Werpen
| Onderdeel      | Record                  | Atleet             | Nationaliteit | Datum             | Plaats         |
| -------------- | ----------------------- | ------------------ | ------------- | ----------------- | -------------- |
| Mannen         |                         |                    |               |                   |                |
| kogelstoten    | 23,06 m                 | Ulf Timmermann     | GDR           | 22 mei 1988       | Chania         |
| discuswerpen   | 75,56 m *               | Mykolas Alekna     | LTU           | 13 april 2025     | Ramona         |
| kogelslingeren | 86,74 m                 | Joeri Sedych       | URS           | 30 augustus 1986  | Stuttgart      |
| speerwerpen    | 98,48 m (huidige model) | Jan Železný        | CZE           | 25 mei 1996       | Jena           |
| speerwerpen    | 104.80 m (oude model)   | Uwe Hohn           | GDR           | 20 juli 1984      | Oost-Berlijn   |
| Vrouwen        |                         |                    |               |                   |                |
| kogelstoten    | 22,63 m                 | Natalja Lisovskaja | URS           | 7 juni 1987       | Moskou         |
| discuswerpen   | 76,80 m                 | Gabriele Reinsch   | GDR           | 9 juli 1988       | Neubrandenburg |
| kogelslingeren | 82,98 m                 | Anita Włodarczyk   | POL           | 28 augustus 2016  | Warschau       |
| speerwerpen    | 72,28 m                 | Barbora Špotáková  | CZE           | 13 september 2008 | Stuttgart      |
| speerwerpen    | 80,00 m (oude model)    | Petra Felke        | GDR           | 9 september 1988  | Potsdam        |

* Moet nog worden goedgekeurd door de EAA.

### Meerkamp
| Onderdeel | Record   | Atleet         | Nationaliteit | Datum             | Plaats  |
| --------- | -------- | -------------- | ------------- | ----------------- | ------- |
| Mannen    |          |                |               |                   |         |
| tienkamp  | 9126 pnt | Kévin Mayer    | FRA           | 16 september 2018 | Talence |
| Vrouwen   |          |                |               |                   |         |
| zevenkamp | 7032 pnt | Carolina Klüft | SWE           | 26 augustus 2007  | Osaka   |

### Snelwandelen
| Onderdeel                    | Record    | Atleet             | Nationaliteit | Datum            | Plaats    |
| ---------------------------- | --------- | ------------------ | ------------- | ---------------- | --------- |
| Mannen                       |           |                    |               |                  |           |
| 20.000 m snelwandelen (baan) | 1:18.35,2 | Stefan Johansson   | SWE           | 15 mei 1992      | Fana      |
| 20 km snelwandelen (weg)     | 1:16.43   | Sergej Morozov     | RUS           | 8 juni 2008      | Saransk   |
| 30.000 m snelwandelen (baan) | 2:01.44,1 | Maurizio Damilano  | ITA           | 3 oktober 1992   | Cuneo     |
| 2 uur snelwandelen (baan)    | 29.572 m  | Maurizio Damilano  | ITA           | 1992             | Cuneo     |
| 35 km snelwandelen (weg)     | 2:23.14   | Massimo Stano      | ITA           | 24 juli 2022     | Eugene    |
| 50.000 m snelwandelen (baan) | 3:35.27,2 | Yohann Diniz       | FRA           | 12 maart 2011    | Reims     |
| 50 km snelwandelen (weg)     | 3:32.33   | Yohann Diniz       | FRA           | 15 augustus 2014 | Zürich    |
| Vrouwen                      |           |                    |               |                  |           |
| 5000 m snelwandelen (baan)   | 20.02,60  | Gillian O'Sullivan | IRL           | 13 juli 2002     | Dublin    |
| 10.000 m snelwandelen (baan) | 41.56,23  | Nadezjda Rjasjkina | URS           | 24 juli 1990     | Seattle   |
| 20.000 m snelwandelen (baan) | 1:26.52,3 | Olimpiada Ivanova  | RUS           | 6 september 2001 | Brisbane  |
| 20 km snelwandelen (weg)     | 1:25.02   | Jelena Lasjmanova  | RUS           | 11 augustus 2012 | londen    |
| 35 km snelwandelen (weg)     | 2:37.15   | Maria Pérez        | ESP           | 21 mei 2023      | Poděbrady |

## Indoor

### Mannen
| Onderdeel            | Record     | Atleet                                                                       | Nationaliteit | Datum                            | Plaats               |
| -------------------- | ---------- | ---------------------------------------------------------------------------- | ------------- | -------------------------------- | -------------------- |
| 50 m                 | 5,61       | Manfred Kokot Jason Gardener                                                 | GDR GBR       | 4 februari 1973 16 februari 2000 | Berlijn Madrid       |
| 60 m                 | 6,41       | Marcell Jacobs                                                               | ITA           | 19 maart 2022                    | Belgrado             |
| 200 m                | 20,25      | Linford Christie                                                             | GBR           | 19 februari 1995                 | Liévin               |
| 400 m                | 45,05      | Thomas Schönlebe Karsten Warholm                                             | GDR NOR       | 5 februari 1988 3 maart 2019     | Sindelfingen Glasgow |
| 800 m                | 1.42,67    | Wilson Kipketer                                                              | DEN           | 9 maart 1997                     | Parijs               |
| 1000 m               | 2.14,96    | Wilson Kipketer                                                              | DEN           | 20 februari 2000                 | Birmingham           |
| 1500 m               | 3.29,63 *  | Jakob Ingebrigtsen                                                           | NOR           | 13 februari 2025                 | Liévin               |
| 1 Eng. mijl          | 3.45,14 *  | Jakob Ingebrigtsen                                                           | NOR           | 13 februari 2025                 | Liévin               |
| 3000 m               | 7.24,68    | Mohamed Katir                                                                | ESP           | 15 februari 2023                 | Liévin               |
| 5000 m               | 12.54,92 * | Jimmy Gressier                                                               | FRA           | 14 februari 2025                 | Boston               |
| 50 m horden          | 6,36       | Ladji Doucouré                                                               | FRA           | 26 februari 2005                 | Liévin               |
| 60 m horden          | 7,30       | Colin Jackson                                                                | GBR           | 6 maart 1994                     | Sindelfingen         |
| hoogspringen         | 2,42 m     | Carlo Thränhardt                                                             | FRG           | 26 februari 1988                 | Berlijn              |
| polsstokhoogspringen | 6,27 m *   | Armand Duplantis                                                             | SWE           | 28 februari 2025                 | Clermont-Ferrand     |
| verspringen          | 8,71 m     | Sebastian Bayer                                                              | GER           | 8 maart 2009                     | Turijn               |
| hink-stap-springen   | 17,90 m    | Teddy Tamgho                                                                 | FRA           | 14 maart 2010                    | Doha                 |
| kogelstoten          | 22,55 m    | Ulf Timmermann                                                               | GDR           | 11 februari 1989                 | Senftenberg          |
| zevenkamp            | 6558 pnt * | Sander Skotheim                                                              | NOR           | 9 maart 2025                     | Apeldoorn            |
| 5000 m snelwandelen  | 18.07,08   | Michail Sjtsjennikov                                                         | RUS           | 14 februari 1995                 | Moskou               |
| 4 × 200 m            | 1.22,11    | Linford Christie Darren Braithwaite Ade Mafe John Regis                      | GBR           | 3 maart 1991                     | Glasgow              |
| 4 × 400 m            | 3.01,77    | Karol Zalewski Rafał Omelko Łukasz Krawczuk Jakub Krzewina                   | POL           | 4 maart 2018                     | Birmingham           |
| 4 × 800 m            | 7.17,8     | Valeri Taratynov Stanislav Mesjtsjerskitsj Aleksej Taranov Viktor Semjasjkin | URS           | 14 maart 1971                    | Sofia                |

* Moet nog worden goedgekeurd door de EAA.

### Vrouwen
| Onderdeel            | Record   | Atleet                                                                       | Nationaliteit | Datum                            | Plaats          |
| -------------------- | -------- | ---------------------------------------------------------------------------- | ------------- | -------------------------------- | --------------- |
| 50 m                 | 5,96     | Irina Privalova                                                              | RUS           | 9 februari 1995                  | Madrid          |
| 60 m                 | 6,92     | Irina Privalova                                                              | RUS           | 11 februari 1993 9 februari 1995 | Madrid          |
| 200 m                | 22,10    | Irina Privalova                                                              | RUS           | 19 februari 1993                 | Liévin          |
| 400 m                | 49,17    | Femke Bol                                                                    | NED           | 2 maart 2024                     | Glasgow         |
| 800 m                | 1.55,82  | Jolanda Čeplak                                                               | SLO           | 3 maart 2002                     | Wenen           |
| 1000 m               | 2.31,93  | Laura Muir                                                                   | GBR           | 18 februari 2017                 | Birmingham      |
| 1500 m               | 3.58,28  | Jelena Soboleva                                                              | RUS           | 18 februari 2006                 | Moskou          |
| 1 Eng. mijl          | 4.17,14  | Doina Melinte                                                                | ROU           | 9 februari 1990                  | East Rutherford |
| 3000 m               | 8.26,41  | Laura Muir                                                                   | GBR           | 4 februari 2017                  | Karlsruhe       |
| 5000 m               | 14.30,79 | Konstanze Klosterhalfen                                                      | GER           | 28 februari 2020                 | Boston          |
| 50 m horden          | 6,58     | Cornelia Oschkenat                                                           | GDR           | 20 februari 1988                 | Berlijn         |
| 60 m horden          | 7,67 *   | Ditaji Kambundji                                                             | SUI           | 7 maart 2025                     | Apeldoorn       |
| hoogspringen         | 2,08 m   | Kajsa Bergqvist                                                              | SWE           | 4 februari 2006                  | Arnstadt        |
| polsstokhoogspringen | 5,01 m   | Jelena Isinbajeva                                                            | RUS           | 23 februari 2012                 | Stockholm       |
| verspringen          | 7,37 m   | Heike Drechsler                                                              | GDR           | 13 februari 1988                 | Wenen           |
| hink-stap-springen   | 15,36 m  | Tatjana Lebedeva                                                             | RUS           | 6 maart 2004                     | Boedapest       |
| kogelstoten          | 22,50 m  | Helena Fibingerová                                                           | TCH           | 19 februari 1977                 | Jablonec        |
| vijfkamp             | 5055 pnt | Nafissatou Thiam                                                             | BEL           | 3 maart 2023                     | Istanboel       |
| 3000 m snelwandelen  | 11.40,33 | Claudia Stef                                                                 | ROU           | 30 januari 1999                  | Boekarest       |
| 4 × 200 m            | 1.32,41  | Jekaterina Kondratjeva Irina Chabarova Joelia Petsjonkina Joelia Goesjtsjina | RUS           | 29 januari 2005                  | Glasgow         |
| 4 × 400 m            | 3.23,37  | Joelia Goesjtsjina Olga Kotljarova Olga Zajtseva Olesja Krasnomovets         | RUS           | 28 januari 2006                  | Glasgow         |
| 4 × 800 m            | 8.12,41  | Tatjana Andrianova Oksana Spasovhodskaja Jelena Kofanova Jevgenia Zinoerova  | RUS           | 28 februari 2010                 | Moskou          |

* Moet nog worden goedgekeurd door de EAA.